# Neumark, Weimarer Land
Neumark là một đô thị thuộc huyện Weimarer Land trong bang Thüringen, Đức. Đô thị này có diện tích 8,64 km², dân số thời điểm 31 tháng 12 năm 2006 là 493 người. Đô thị này có cự ly 20 km về phía đông bắc Erfurt, và 12 km về phía tây bắc Weimar.